# Gaedonea rosealutea
Gaedonea rosealutea är en fjärilsart som beskrevs av Emilio Berio 1966/67. Gaedonea rosealutea ingår i släktet Gaedonea och familjen nattflyn. Inga underarter finns listade i Catalogue of Life.